# Удмуртський Вішур
Удму́ртський Вішу́р (рос. Удмуртский Вишур) — присілок у складі Алнаського району Удмуртії, Росія.

## Населення
Населення — 130 осіб (2010; 160 в 2002).
Національний склад станом на 2002 рік:
- удмурти — 98 %

## Урбаноніми[3]
- вулиці — Лісова, Мала, Центральна